# Ажар Журтыбайкызы
Ажар Журтыбайкызы (каз. Ажар Жұртыбайқызы, Соқыр Ажар; около 1865, ныне Каркаралинский район Карагандинской области — начало XX века) — казахская поэтесса, акын-импровизатор.

## Биография
Родилась в бедной семье, происходит из рода каракесек племени аргын. В 7-летнем возрасте потеряла зрение, за что в народе её прозвали Сокыр Ажар (Слепая Ажар). В песне «Жұртыбайдың қызы едім, атым — Ажар» содержатся горестные раздумья о своей судьбе. Состязалась в айтысах с певцами-импровизаторами Жапаром и Уахитом. Состязание с Уахитом — один из лучших образцов импровизаторского искусства.